# Кохинхина

Голубым цветом закрашена самая южная часть Вьетнама — Кохинхина

Кохинхи́на (фр. Cochinchine, вьет. Nam Kỳ) — принятое в исторической географии название юго-восточной части полуострова Индокитай. Вьетнамское название этой территории — «Намбо́».
Значение названия «Кохинхина» изменялось со временем.

## «Кучи»
Заимствованный у китайцев термин «Зяоти», звукоизменённый в «Кучи», ввели в употребление малайские моряки для обозначения всего средневекового вьетского государства Дайвьет, существовавшего сначала в XI—XIV веках под властью вьетских императорских династий поздних Ли и Чан и затем, после короткого периода китайского господства, снова в XV—XVIII вв. под властью вьетских императорских династий поздних Чан, Ле, Мак и Тэйшон.

## «Кочин»

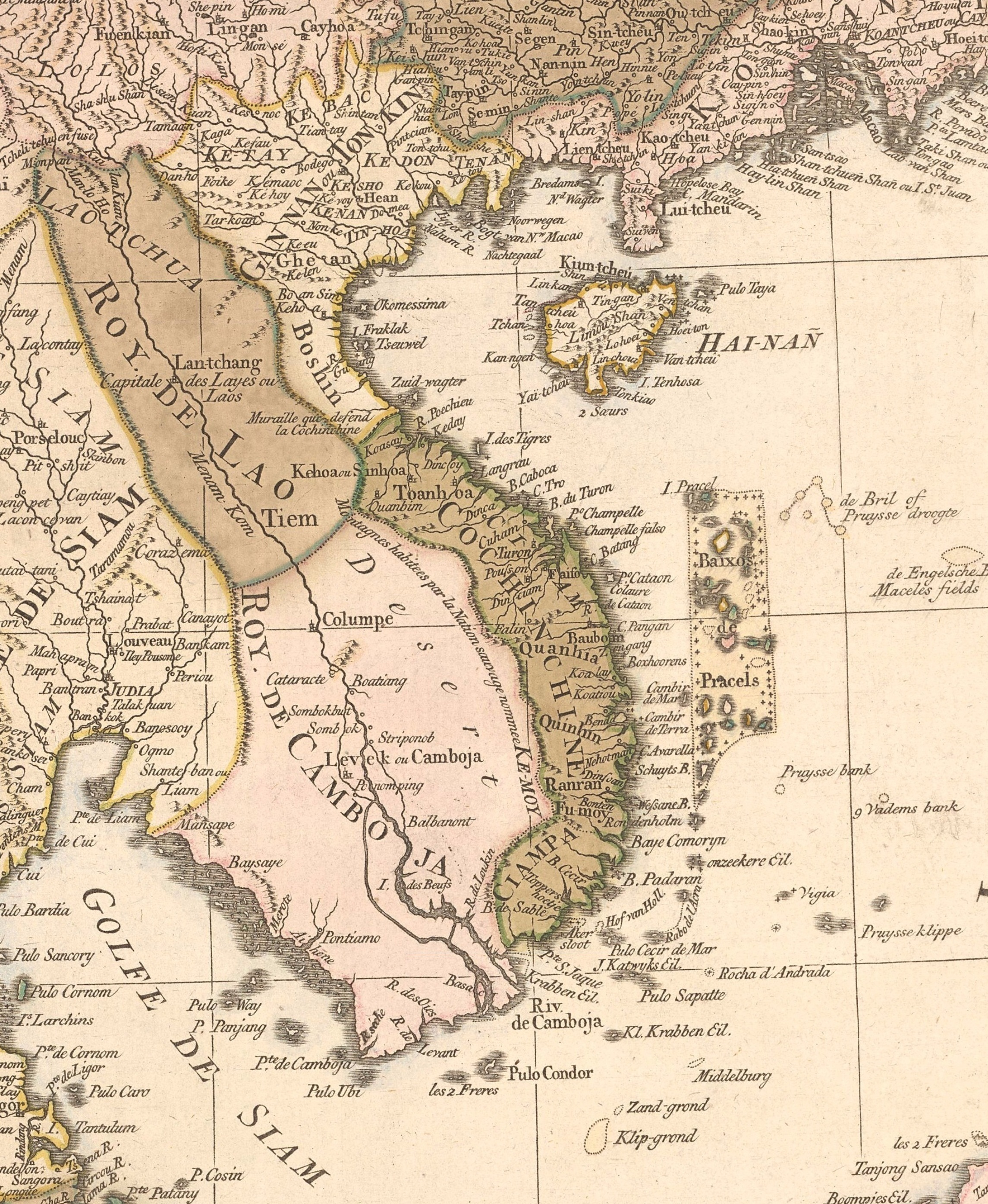
Карта Индокитая XVIII века, опубликованная в Амстердаме ок. 1760 года.

В XVII—XVIII веках европейские исследователи (голландцы и французы) стали именовать только южную половину Дайвьета «Кочином» в противовес северной — «Тонкину». Поэтому в европейской литературе той эпохи название «Кочин» (Кучи) закрепилось лишь за южной частью Дайвьета.

## «Кочин-чин»
После начала французского вторжения во Вьетнам в 1-й половине XIX в. название «Кохин» распространилось в европейской литературе снова на всю территорию Вьетнама. Однако, во избежание путаницы с г. Кочин (Индия), а также в ходе непосредственной французской колонизации континентальных районов Индокитая в XIX веке появилось усложнённое название «Кохинхина» (букв. «Кочин китайский», по-французски произносится как «Кошен-шин»).

Колония Кохинхина в составе Индокитайского Союза

Во второй половине XIX в. французская администрация ещё более сузила сферу употребления названия, фактически ограничив понятием «Кохинхина» лишь дельту Меконга после захвата этой области в 1862—1867 гг. Францией и превращения её во французскую «колонию Кохинхина». Северные и центральные вьетнамские территории при этом назывались Тонкин и Аннам и официально считались протекторатами.

## «Автономная Республика Кохинхина»
2 июня 1946 года французские колониальные власти провозгласили создание Автономной Республики Кохинхина. Однако, на франко-вьетнамской конференции в Фонтенбло руководство провозглашённой годом ранее на всей вьетнамской территории Демократической Республики Вьетнам во главе с Хо Ши Мином заявило о непризнании Автономной Республики Кохинхина.

## «Намбо»
Во вьетнамском языке и во вьетнамской литературе название «Кочин» никогда не употреблялось. По конституции страны территория Кохинхины именуется «Намбо».